# What a Long Strange Trip It's Been
What a Long Strange Trip It's Been è il secondo album di raccolta del gruppo rock statunitense Grateful Dead, pubblicato nel 1977.

## Tracce
Lato 1
1. New, New Minglewood Blues
2. Cosmic Charlie
3. Truckin'
4. Black Peter
5. Born Cross-Eyed

Lato 2
1. Ripple
2. Doin' That Rag
3. Dark Star
4. High Time
5. New Speedway Boogie

Lato 3
1. St. Stephen
2. Jack Straw
3. Me & My Uncle
4. Tennessee Jed

Lato 4
1. Cumberland Blues
2. Playing in the Band
3. Brown-Eyed Woman
4. Ramble On Rose

## Formazione
- Tom Constanten – tastiera
- Jerry Garcia – chitarra, voce
- Donna Jean Godchaux – voce
- Keith Godchaux – piano, tastiera
- Mickey Hart – batteria
- Bill Kreutzmann – batteria
- Phil Lesh – basso, voce
- Ron "Pigpen" McKernan – organo, voce
- Bob Weir – chitarra, voce